# Kiril Florenski
Kiril Florenski (en ruso: Кири́лл Па́влович Флоре́нский; en inglés: Kirill Florensky) (27 de diciembre de 1915, Posad - 9 de abril de 1982, Moscú) fue un geoquímico y astrónomo planetario ruso de la etapa soviética, segundo hijo del filósofo Pável Florenski.

## Biografía
Estudió geología en el Instituto de Moscú, en el que ingresó en 1932. Después de graduarse, trabajó en el Laboratorio Biogeoquímico dirigido por Vladimir Vernadsky. En 1958 se doctoró en ciencias geológicas y mineralogía, con una tesis sobre la geoquímica de gas natural en el este de Siberia.

### Años de guerra

#### Pintura de camuflaje (1941-1942)
Tras el inicio de La Segunda Guerra Mundial trabajó bajo la dirección de Alexander Fersman en la Comisión de Defensa, integrado en la División de Ciencias Geológicas y Geográficas de la URSS. En diciembre de 1941, ideó un colorante de camuflaje con el que logró hacer los uniformes y el equipo militar "invisibles". Anteriormente, para enmascarar objetivos militares se utilizaba pintura mimética de color verde, confeccionada a base de pigmentos de cromo, que los pilotos del ejército alemán descubrían fácilmente mediante el uso de filtros espectrales. Florenski sugirió utilizar como pigmento los compuestos ferrosos que dan el color verde a la vegetación, proporcionando un enmascaramiento cromático indistinguible en el contexto de los objetos naturales. Esta pintura comenzó a producirse sobre la base del mineral glauconita, ampliamente distribuido en Rusia.
En el invierno de 1941/1942, Florenski estudió las propiedades de la pintura de camuflaje de color blanco, usando un fotómetro portátil.

#### Servicio en el ejército (1942-1946)
En septiembre de 1942, fue reclutado por el ejército a pesar de la exención del servicio militar por su fuerte miopía. Participó en la defensa de Stalingrado y en la Batalla de Kursk; interviniendo en la liberación de Varsovia y en la toma de Berlín. Fue condecorado por méritos de guerra en 1944.
Al finalizar la guerra ostentaba el grado de comandante  topográfico de una División de artillería perteneciente a las fuerzas de ocupación soviéticas en Alemania. Después de la desmovilización en abril de 1946, regresó al trabajo científico.

### Meteorito de Tunguska
En la década de 1950 se interesó en el problema del meteorito de Tunguska, llevando a cabo en tres ocasiones (1953, 1958 y 1961) investigaciones de campo en la zona de la catástrofe. De acuerdo con la investigación publicada en 1959, la hipótesis más probable sobre el evento de Tunguska fue el choque de un cometa, en el que los compuestos químicos volátiles contenidos en la cabeza del cometa pudieron reaccionar al entrar en contacto con el oxígeno atmosférico, produciendo una explosión. En 1961 fue nombrado jefe del Comité de la expedición del meteorito de Tunguska de la Academia Rusa de Ciencias, obteniendo información importante desde el lugar del accidente. En particular, se determinó que el área donde la explosión derribó el bosque, tiene forma de "mariposa". Esto ha ayudado a establecer la trayectoria del vuelo del meteorito.

### Planetología Comparada
Florenski es considerado como uno de los fundadores de la planetología comparada. Fue responsable del Laboratorio de Planetología Comparada en el Instituto de Investigación Espacial de la URSS (1967-1974), rebautizado en 1975 como Instituto de Geoquímica y Química Analítica Vernadsky. Participó en la investigación espacial de la Luna, Marte y Venus.
El laboratorio dirigido por Florenski fue el responsable de la selección de los puntos de aterrizaje de las sondas espaciales soviéticas de acuerdo con su interés científico para la investigación geológica, de especial relevancia en las misiones Luna-16, Luna-20 y Luna-24 (que trajeron muestras lunares a la Tierra), y de los astromóviles Lunojod 1 y Lunojod 2 (que realizaron estudios geológicos directamente sobre la superficie de la Luna).
La estación automática "Venera 4" utilizó un equipo de análisis diseñado por el equipo dirigido por Florenski, lo que permitió por primera vez obtener la determinación directa de la composición química de la atmósfera de Venus en 1967.
Así mismo, los equipos de análisis geológico diseñados por el equipo de Florenski para las naves Venera 13 y 14 permitieron en 1982 medir directamente por primera vez la cantidad de oxígeno cerca de la superficie al rojo vivo de Venus. Esto ayudó a entender los efectos de la atmósfera del planeta sobre las rocas de su superficie y cómo afecta a su evolución.
También intervino en el estudio de la estructura geológica de la superficie de Marte con la ayuda de las imágenes de satélite obtenidas en 1974 por las estaciones automáticas Mars 4 y Mars 5, descubriendo la presencia en un gran cráter de estructuras sedimentarias que recuerdan la formación de un antiguo lago. Posteriormente, durante un estudio detallado, se confirmó que estas áreas son consideradas como las más prometedoras para buscar rastros de vida en Marte utilizando vehículos de exploración.

## Publicaciones destacadas
- KP Florenski, Bazilevsky A. T. Burba GA et al. Ensayos sobre Planetología Comparada/Ed. Barsukov VL - M:. Science, 1981. 326 pp.
- Bazilevski A. T., Ivanov BA, KP Florenski y otros. Los cráteres de impacto en la Luna y los planetas / Ed. Ed. Sadowski MA - M:. Science, 1983. 200 pp.

## Principales reconocimientos
- Orden de la Guerra Patria (1945)
- Orden de la Bandera Roja del Trabajo (1970)
- Orden de la Estrella Roja (1944)
- Orden de la Insignia de Honor (1981)
- Medalla al Valor (1944)

## Eponimia
- El cráter lunar Florensky lleva este nombre en su memoria.